# Angela armata
Angela armata es una especie de mantis de la familia Mantidae.

## Distribución geográfica
Se encuentra en Brasil, Costa Rica, Ecuador, Guayana Francesa y  Perú.